# Gonzalo Barriga
Gonzalo Felipe Barriga Ahumada (Santiago del Cile, 21 luglio 1984) è un ex calciatore cileno, di ruolo centrocampista.